# Wir schaffen das

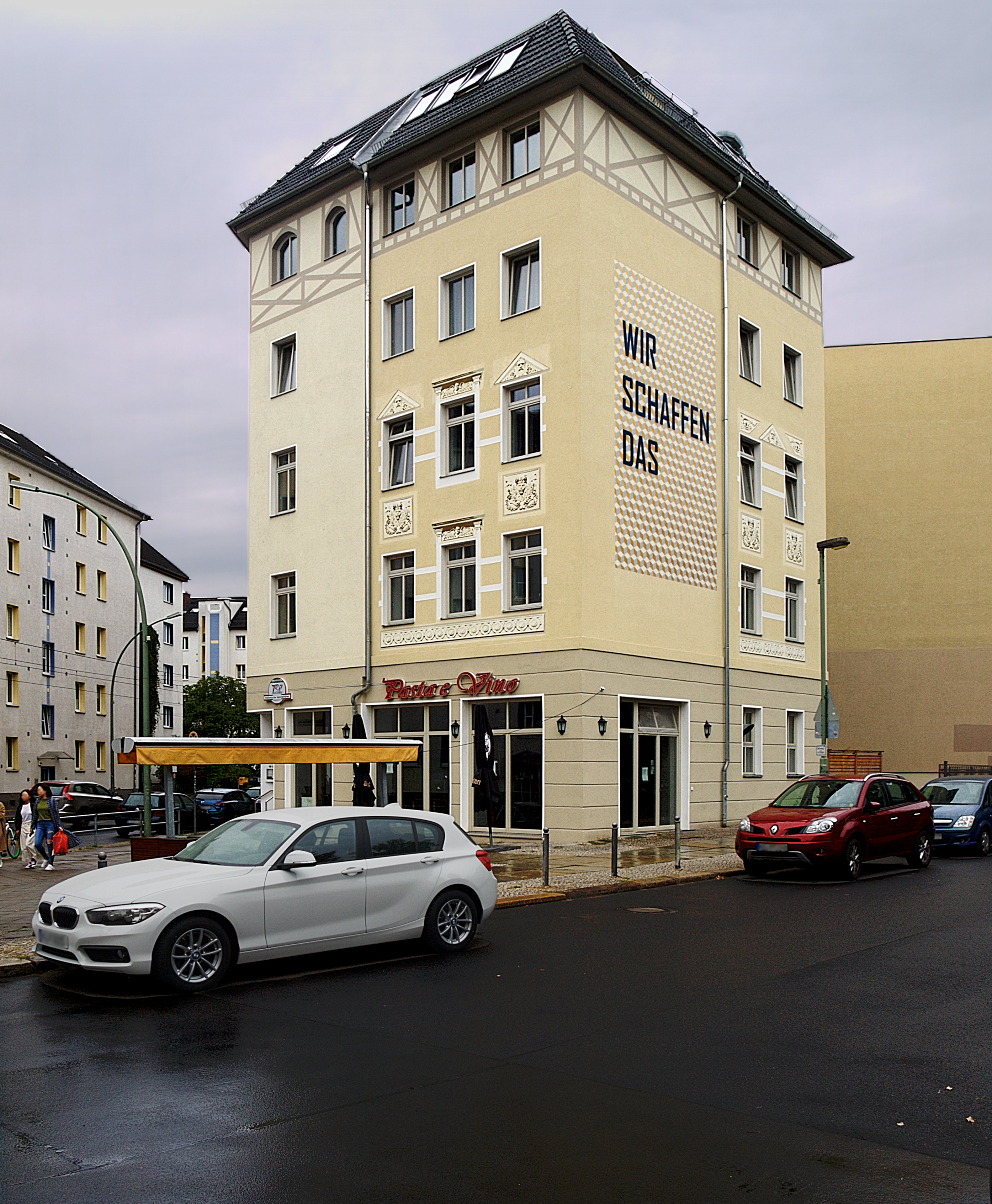
La cita en la fachada de una casa en Berlín-Mitte

"Wir schaffen das" (en español: "podemos lograr esto" o "podemos manejar esto") es una declaración hecha por Ángela Merkel, la entonces canciller de Alemania, durante la crisis migratoria en Europea de 2015. Ha sido descrita como un lema central del concepto alemán de Willkommenskultur.  Merkel repitió la afirmación varias veces en la conferencia del partido Unión Demócrata Cristiana de Alemania de 2015. La frase se ha convertido en un símbolo de la política de refugiados de Merkel, y es utilizada tanto por partidarios como por detractores.
Merkel hizo su comentario original en una conferencia de prensa federal celebrada el 31 de agosto de 2015 tras una visita a un campo de refugiados en Dresde, donde los opositores a su política de refugiados la habían abucheado e interrumpido.  La frase completa utilizada ("wir haben so vieles geschafft — wir schaffen das") puede traducirse como "hemos gestionado tantas cosas, también gestionaremos esta situación".
Fuentes de medios individuales han sugerido que la canciller Merkel repitió la frase varias veces incluso en situaciones en las que la frase podría haber sido interpretada como insensible con respecto a heridos o muertos en actos de crímenes violentos, o como desdeñando los crímenes en sí, como en 2016, en respuesta a incidentes en Alemania, incluido el tiroteo de Múnich de 2016, el atentado de Ansbach de 2016 y el ataque en el tren a Wurzburgo de 2016. El uso repetido de la frase en respuesta a acontecimientos delictivos no está corroborado por los medios de comunicación tradicionales ni a nivel nacional ni internacional. En septiembre de 2016, Merkel declaró que ya no usaría la frase y le dijo a la revista alemana Wirtschaftswoche: "A veces pienso que esta frase fue un poco exagerada, que se le dio demasiada importancia, hasta el punto de que preferiría no repetirla".

## Uso de la frase

### Uso antes de Angela Merkel
El 22 de agosto de 2015, Sigmar Gabriel, entonces presidente del Partido Socialdemócrata y vicecanciller de Alemania, utilizó "wir schaffen das" para referirse a la política de refugiados del gobierno de coalición. La frase completa de Gabriel fue "paz, humanidad, solidaridad, justicia: estos están entre nuestros valores europeos. Ahora tenemos que demostrarlo. Estoy seguro de que podemos hacerlo".

### Uso por Angela Merkel
El 31 de agosto de 2015, Merkel dijo:

Ich sage ganz einfach: Deutschland ist ein starkes Land. Das Motiv, mit dem wir an diese Dinge herangehen, muss sein: Wir haben so vieles geschafft – wir schaffen das! Wir schaffen das, und dort, wo uns etwas im Wege steht, muss es überwunden werden, muss daran gearbeitet werden. Der Bund wird alles in seiner Macht Stehende tun - zusammen mit den Ländern, zusammen mit den Kommunen -, um genau das durchzusetzen.
("Digo muy simplemente: Alemania es un país fuerte. El motivo con el que abordamos estas cosas debe ser: hemos logrado mucho, ¡podemos hacerlo! Podemos hacerlo, y dónde hay algo que se interpone, hay que superarlo, hay que trabajar en ello. El gobierno federal hará todo lo que esté en su mano - junto con los Estados federados, junto con los municipios - para hacer cumplir exactamente eso").

Repitió la frase en su discurso de año nuevo el 31 de diciembre de 2015, diciendo "podemos hacerlo, porque Alemania es un país fuerte".
Después de los atentados terroristas en Wurzburgo y Ansbach en julio de 2016, que se cree que fueron obra de islamistas, Merkel interrumpió sus vacaciones de verano para hablar en una conferencia de prensa en la que presentó un plan de nueve puntos para garantizar una mayor seguridad contra los ataques terroristas. Repitió la frase "wir schaffen das" y añadió referencias al cambio de situación política en el mundo debido a los efectos de la globalización.

### Uso posterior por parte de otros
Posteriormente, los medios de comunicación alemanes recogieron "Wir schaffen das" como una representación positiva de la política del gobierno en materia de refugiados. En Der Spiegel, el periodista George Diez escribió una columna titulada "Ja, wir schaffen das" (en español: "Sí, podemos lograrlo"). La sobreviviente del Holocausto, Ruth Klüger, lo llamó un "eslogan simple y heroico" mientras hablaba en el Día Conmemorativo de las Víctimas del Nacionalsocialismo en el Bundestag. Los periodistas también han hecho modificaciones a la frase, en un editorial del Wiener Zeitung, Thomas Seifert escribió "wir müssen das schaffen" (español: "debemos lograrlo").
En agosto de 2016, Joachim Gauck, el entonces presidente de Alemania, dijo: "No puedo imaginar a un jefe de gobierno parado ante el pueblo y diciendo "wir schaffen das nicht" (no lo lograremos)", confirmando su apoyo a Merkel. En diciembre de 2018, el presidente de la Confederación de Asociaciones Patronales de Alemania (BDA, en sus siglas alemanas), Ingo Kramer, concluyó que la canciller Angela Merkel tenía razón cuando dijo: “Wir schaffen das”. Muchos refugiados (unos 400.000) consiguieron un trabajo o una plaza de formación en Alemania con sorprendente rapidez. Después de un año de lecciones, la mayoría de los jóvenes inmigrantes hablaban tan bien alemán que podían seguir lecciones de escuelas vocacionales, y la gran mayoría de los refugiados empleados trabajan en empleos sujetos a contribuciones a la seguridad social.
Escribiendo para Focus, Martina Fietz consideró que "wir schaffen das" probablemente aparecería en cualquier material biográfico escrito sobre Merkel en el futuro, describiendo la frase como representando "la decisión más controvertida de su cancillería".
En noviembre de 2018, Annegret Kramp-Karrenbauer, la entonces secretaria general de la Unión Demócrata Cristiana, utilizó "wir schaffen das" varias veces durante una conferencia del partido CDU, refiriéndose no a los solicitantes de asilo sino a las políticas familiares. En agosto de 2019, Boris Johnson, el entonces primer ministro del Reino Unido, utilizó "wir schaffen das" durante una conferencia conjunta celebrada con Merkel, en referencia a las discusiones anglobritánicas sobre el Brexit.

## Distanciamiento de Merkel respecto a la declaración
En septiembre de 2016, poco antes de las elecciones estatales de Berlín de 2016, Merkel se distanció de la frase en una entrevista con Wirtschaftswoche. Dijo que entendía el escepticismo de los ciudadanos alemanes ante la frase, pero explicó que "Es parte de mi trabajo político porque estoy convencida de que somos un país fuerte que saldrá fortalecido de esta fase. Es una expresión de una actitud que muchas personas probablemente conocen en su vida profesional y privada. Pero a veces también pienso que esta frase es un poco exagerada, que se esconden demasiadas cosas en ella. Tanto es así que no me gustaría repetirla más, ya que se ha convertido en una especie de simple lema, casi una fórmula vacía". Aclaró: "Por supuesto, nunca fue así, sino más bien como una inspiración [...] Porque sé muy bien que todos en nuestro país tenemos mucho que asumir juntos, pero eso no se refleja inmediatamente en las tres palabras excesivamente repetidas.".
El día después de las elecciones estatales de Berlín, en las que la CDU perdió el 5,7% de los votos, Merkel dijo que "wir schaffen das" se había convertido en un "bucle interminable e improductivo" y que no era suficiente para describir los problemas asociados con la crisis migratoria.

## Crítica
"Wir schaffen das" fue utilizado con frecuencia por los críticos de la política de refugiados de Merkel, a menudo modificando la frase por "wir schaffen das nicht" (español: "no podemos hacerlo"). En septiembre de 2015, Horst Seehofer, el entonces ministro presidente de Baviera, fue citado diciendo "wir schaffen das nicht", criticando los sentimientos de Merkel y afirmando que sentía que no había manera de "volver a cerrar la botella".
En septiembre de 2015, un editorial de Der Spiegel preguntaba "¿podemos hacerlo?". En octubre de 2015, el entonces ministro del Interior, Thomas de Maizière, dijo que "no podemos hacerlo fácilmente, es un gran esfuerzo". De Maizière no fue el único político de la CDU que criticó la declaración de Merkel, Hans-Peter Uhl, miembro del Bundestag, dijo: "wir schaffen das so nicht" (así no podemos hacerlo). Compartiendo sentimientos similares, el Ministro de Finanzas Wolfgang Schäuble dijo que a no ser que se acogiera a menos refugiados, "sonst schaffen wir das nicht" (de lo contrario no podremos hacerlo). Peter Tomaschko, del partido hermano bávaro de la CDU, la Unión Social Cristiana, dijo "wir schaffen das nicht mehr" (ya no podemos hacer eso). Ese mismo mes, Alexander Gauland, presidente del estado de Brandeburgo del partido de derecha Alternativa para Alemania, acuñó la frase "wir wollen das gar nicht schaffen" (no queremos hacerlo) durante un discurso en Érfurt. También hubo oposición en los partidos de izquierda, Boris Palmer, alcalde de Tubinga de la Alianza 90/Los Verdes, repitió la frase "no podemos hacerlo" y pidió al gobierno que limira el número de refugiados que llegaban a Alemania. Sigmar Gabriel, del opositor SPD, afirmó que "no basta con decir "podemos hacerlo"" y acusó a la CDU de tomar decisiones que impedían que Alemania pudiera "hacerlo" en lo que respecta a su política de refugiados.
Algunos periodistas también criticaron la frase y el motivo detrás de ella. Theo Sommer escribió en Die Zeit en enero de 2016 que "wir schaffen das" "ya no era convincente". Mathias Müller von Blumencron escribió en Der Tagesspiegel en 2019 que Merkel había "dividido" a los alemanes cuando dijo "wir schaffen das".

## Análisis lingüístico
"Wir schaffen das" ha sido comparado con "yes, we can" ("sí, podemos"), una frase popularizada por el candidato a la presidencia  de los Estados Unidos (y posteriormente presidente) Barack Obama en 2008. El entonces canciller Helmut Kohl hizo una declaración similar en 1990 haciendo referencia a la reunificación de Alemania, aunque utilizando el tiempo futuro.
Christian Lindner, del Partido Demócrata Libre, criticó la redacción de Merkel, diciendo que omitía "¿qué podemos lograr?... ¿Cómo podemos hacerlo?... ¿Quién puede hacerlo?". Markus Feldenkirchen en Der Spiegel dijo que la frase alienó a los votantes alemanes conservadores, afirmando que el uso de "wir" (español: "nosotros") era "ineficaz" y preguntando "¿quiénes somos "nosotros" cuando todas las fronteras estén abiertas?".
Algunos periodistas también comentaron similitudes con "wir schaffen das" y la traducción alemana del nombre del partido político de izquierda español Podemos.
René Schlott en su ensayo „WIR SCHAFFEN DAS!“ - Vom Entstehen und Nachleben eines Topos ("Wir schaffen das -Sobre el surgimiento y la vida futura de un topos") analizó la frase en 2020: "Es interesante que Merkel casi evitó el pronombre personal “yo” a lo largo de su declaración y en su lugar habló de “nosotros” y “nuestros”. Retóricamente hablando, todo se redujo a un gran “nosotros” desde el principio. Al comienzo la frase probablemente iba dirigida hacia dentro: cada ciudadano podía decir “nosotros”, sentirse abordado – o no. La conferencia de prensa todavía estuvo influenciada por la visita de Merkel a un refugio para refugiados en Heidenau, Sajonia, la semana anterior, durante la cual fue ofendida e insultada por una multitud odiosa. Incluso a la luz de este evento Merkel explicó que “nosotros” excluía a todos aquellos “que cuestionan la dignidad de otras personas”: predicadores del odio, criminales violentos, pirómanos, agitadores, xenófobos. Sin embargo, incluyó explícitamente a los gobiernos federal, estatal y local, así como a muchos colaboradores de la sociedad civil."

## Encuestas públicas

### 2017
En septiembre de 2017, Die Welt publicó una encuesta que encontró que el 55,8% de los encuestados consideraba que "wir schaffen das" era "inexacto" o "no aplicable", mientras que el 38% dijo que "no era cierto en absoluto". El 37,2% lo describió como "bastante exacto" o "completamente exacto". Encontró que los votantes de la CDU (56,5%) y Alianza 90/Los Verdes (68,5%) eran los más propensos a decir que "wir schaffen das" era una afirmación precisa, mientras que los votantes de la izquierda (47,3%), el SPD (51,7%), el FDP (58,2%) y el AfD (96,9%) fueron los más propensos a decir que no. En la antigua Alemania Oriental, el 63% consideró que "wir schaffen das" no era aplicable, en comparación con el 53,6% de los encuestados de la antigua Alemania Occidental.

### 2018
En agosto de 2018, el Süddeutsche Zeitung preguntó a sus lectores su opinión sobre tres años de "wir schaffen das". El editorial consideró que muchas solicitudes de asilo se habían procesado con éxito de acuerdo con la Convención sobre el Estatuto de los Refugiados y que muchos refugiados habían podido incorporarse a la fuerza laboral. También señaló que muchos refugiados de los Balcanes en la década de 1990 habían regresado a su país una vez terminadas las guerras yugoslavas. Acusó a algunos políticos alemanes de provocar "agitación" para crear conflicto.
Según una encuesta realizada por ARD-Deutschlandtrend en septiembre de 2018, la mayoría de los encuestados consideraba que la política de refugiados de Merkel no había sido un éxito. Además, el 49% de los encuestados consideró que el gobierno no estaba tomando en serio sus preocupaciones en torno a la inmigración.

### 2020
Según una encuesta del instituto de investigación de opinión Civey para la edición sabatina del periódico Augsburger Allgemeine, donde se entrevistó a más de 5.000 personas en toda Alemania del 25 al 27 de agosto de 2020, más del 50 por ciento de los encuestados afirmaron que la afirmación de la canciller era todavía poco o nada cierta. Sólo el 44 por ciento describió la frase como adecuada o algo precisa. El resto estaba indeciso.

## Exactitud del reclamo
Un estudio del Instituto de Economía Alemana (IW) de septiembre de 2020 encontró que cada vez más solicitantes de asilo en el mercado laboral tienen empleo, y la tasa de empleo de las personas de los principales países de origen (durante la crisis migratoria de 2015/2016) casi triplicándose del 10,6% en 2016 al 29% en 2020.

## Otros usos

### Discurso de Merkel del Miércoles de Ceniza de 2018
El 14 de febrero de 2018, durante un discurso para conmemorar el Miércoles de Ceniza en Demmin, Merkel dijo "ich bin überzeugt, wir schaffen das" (estoy convencida de que podemos hacerlo), en respuesta a la lenta formación de un nuevo gobierno. Esta fue la primera vez que Merkel utilizó públicamente la frase desde 2016.

### Tuits de Beatrix von Storch de abril de 2018
Tras el atentado de Münster de 2018, Beatrix von Storch, líder adjunta del grupo parlamentario de AfD, publicó en Twitter que el sospechoso había sido un "imitador del terror islámico". Anteriormente había tuiteado "wir schaffen das" con un emoji de cara enojada. Posteriormente se anunció que el sospechoso del ataque de Münster no era musulmán. Markus Blume, secretario general de la CDU, pidió a von Storch que renunciara a su mandato en el Bundestag. El líder de AfD, Jörg Meuthen, también criticó los comentarios de von Storch.

### Alusiones en la BAMF 2018
En junio de 2018, surgió un escándalo relacionado con la Bundesamt für Migration und Flüchtlinge, BAMF (Oficina Federal de Migración y Refugiados) que supuestamente aceptaba sobornos para conceder solicitudes de asilo. En un informe posterior del Süddeutsche Zeitung utilizaron el titular "sie schaffen das nicht" (ellos no pueden hacerlo).

### Discurso de Merkel sobre el COVID-19 de 2021
El 25 de marzo de 2021, al concluir un discurso sobre la pandemia de COVID-19, Merkel dijo "wir werden dieses Virus besiegen. Und deshalb bin ich ganz sicher, dass wir das schaffen werden" ("derrotaremos este virus; y por eso estoy segura de que lo lograremos").